# Stephen Ahorlu
Stephen Ahorlu (Kpandu, Ghana, 5 de septiembre de 1988) es un futbolista ghanés que juega como guardameta en el Heart of Lions de la Division 1 League, segunda división de Ghana.

## Selección nacional
Hizo su debut con la selección de fútbol de Ghana el 1 de octubre de 2009, en un amistoso contra Argentina previo a la Copa Mundial de 2010, a la cual ha sido convocado.

### Participaciones en Copas del Mundo
| Mundial                        | Sede      | Resultado        | Partidos | Goles |
| ------------------------------ | --------- | ---------------- | -------- | ----- |
| Copa Mundial de Fútbol de 2010 | Sudáfrica | Cuartos de final | 0        | 0     |

## Clubes
| Club                     | País   | Año       |
| ------------------------ | ------ | --------- |
| Heart of Lions           | Ghana  | 2008-2010 |
| Hapoel Ashkelon          | Israel | 2010-2011 |
| Heart of Lions           | Ghana  | 2011      |
| Medeama SC               | Ghana  | 2011-2012 |
| Wassaman United (cedido) | Ghana  | 2012      |
| Heart of Lions           | Ghana  | 2012-     |